# Cercopis
Cet article possède un paronyme, voir Cecropis.
Genre
Cercopis est un genre d'insectes de l'ordre des hémiptères (les hémiptères sont caractérisés par leurs deux paires d'ailes dont l'une, en partie cornée, est transformée en hémiélytre), de la famille des Cercopidae.

## Liste des espèces rencontrées en Europe
- Cercopis arcuata Fieber 1844
- Cercopis intermedia Kirschbaum 1868
- Cercopis sabaudiana Lallemand 1949
- Cercopis sanguinolenta (Scopoli 1763)
- Cercopis vulnerata Rossi 1807

Clés de détermination de quelques espèces
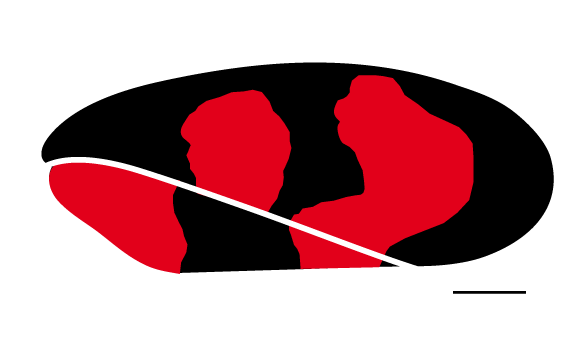
Cercopis vulnerata
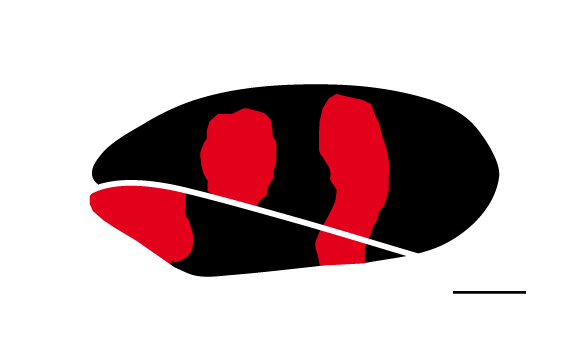
Cercopis sanguinolenta
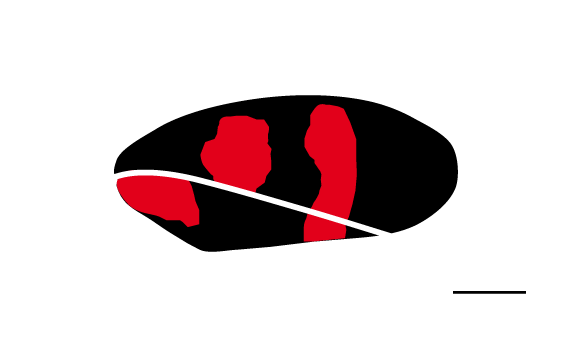
Cercopis intermedia (+ pattes avec du rouge)
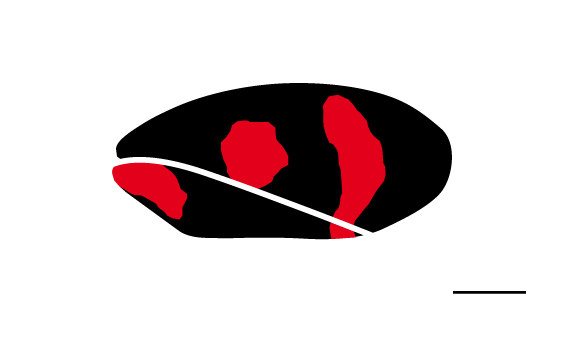
Cercopis arcuata

Ne pas confondre avec les espèces du genre Haematoloma, à dominante rouge.